# Aeolis Mensae

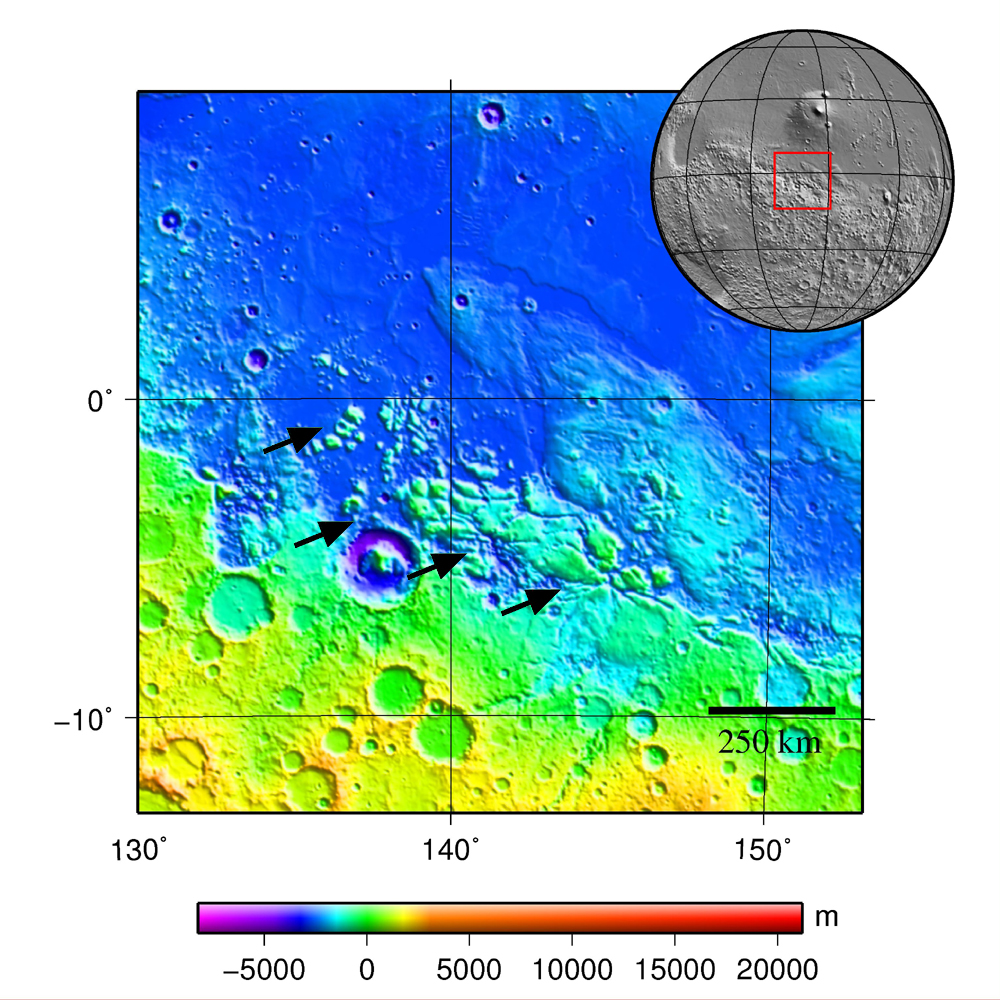
Aeolis Mensae

Aeolis Mensae — це плоскогір'я у квадранглі Aeolis на планеті Марс. Його центр розташований за координатами 2°54′ пд. ш. 219°36′ зх. д. / 2.9° пд. ш. 219.6° зх. д.. Його довжина становить 820 км, а свою назву воно отримало від класичної альбедо-деталі.

## Інвертований рельєф
Деякі місця на Марсі мають інвертований рельєф. Інвертовані канали формуються як наслідок накопичення відкладів, які з часом зазнають цементування мінералами. 
Так, канали «вгризаються» шляхом ерозії у поверхню, потім дно покривається відкладами, відклади з часом цементуються і утворюють дуже міцний, відпорний на ерозію шар. 
Як наслідок, у таких випадках ложе річки стає височиною, а не долиною, якщо порівнювати з рештою території. Інвертування рельєфу каналів древніх потоків може бути спричинене також відкладеннями великого каміння на дні каналу. 
В будь-якому випадку, ерозія матиме сильний вплив лише на навколишній ландшафт, тоді як старе ложе річки залишиться майже неторкнутим, оскільки є відпорним на ерозію, а як результат — височітиме у вигляді кряжу над рештою території. На зображенні справа, виконаному камерою HiRISE, видно кряж, який може репрезентувати давній річковий канал, що став інвертованим.